# Sainte-Croix-Volvestre
Sainte-Croix-Volvestre é uma comuna francesa na região administrativa de Occitânia, no departamento de Ariège. Estende-se por uma área de 19,66 km². Em 2010 a comuna tinha 639 habitantes (densidade: 32,5 hab./km²).